# Alka Grup
Alka Grup este un grup de companii producătoare de alimente din România, înființat în anul 1994.producția, ambalarea și distribuția de cafea, napolitane glazurate și neglazurate, biscuiți, ingrediente, precum și fructe uscate (dry fruit snacks) (semințe, fistic, migdale, mix de fructe uscate).
Grupul Alka, deținut de familia Krenzia din Israel, include firmele Alka Co., producător de napolitane, biscuiți, cafea, cu o fabrică la București, Alka Pro, producător de fructe uscate, cu o unitate de producție la Filipeștii de Pădure (județul Prahova), și Alka Trading, distribuitor al produselor grupului.
De asemenea, grupul include, din anul 2007, și firma Alka Trading Magyarosarszag.
Portofoliul de produse Alka cuprinde mărci precum Alka, Alka-Prăjitura casei, Nutline, ZEO, Dr. Krantz, Alfers, Gold Mocca și Stretto, fiind unul dintre liderii pieței de dulciuri din România.
În octombrie 2010, Alka a vândut divizia Nutline, care deținea peste 50% din piața semințelor prăjite, către compania rivală Intersnack.
Divizia Nutline a avut afaceri de 22 milioane euro și un profit de 1,2 milioane euro în 2009.
În 2023, Alka Group, unul dintre cei mai mari jucători de pe piața de snackuri sărate și dulci, a terminat o nouă rundă de investiții în unitatea de producție din Ploiești (jud. Prahova), ajungâng la investiții totale de 25 de milioane de euro. Alka a început investițiile la Ploiești în 2018, compania având și o altă unitate de producție în București. 
În București, Alka produce inclusiv snackuri dulci sub branduri precum Prăjitura Casei, Alfers și Alka Biscuiți, dar și cafea. La Ploiești producția este concentrată pe brandurile de snackuri sărate coapte și anume brandurile Toortitzii, Soocitzii și Meteoritzii.
În prezent, Alka Group acoperă multe categorii de produse din industria alimentară: napolitane (Alfers), croissante (Croissantul Casei), prăjituri (Prăjitura Casei), biscuiți (Biscuiții Casei), snackuri sărate (Toortitzi), dar și pe segmentul de cafea cu brandurile Stretto și Gold Mocca. De asemenea, producătorul are în portofoliu și branduri de napolitane și biscuiți Dr. Krantz.
Compania are o prezență puternică în România, precum și în alte 50 țări din lume. 
Cifra de afaceri
- 2023: 103 milioane USD[8]
- 2007: 30 milioane USD[1]

Note
1. 1 2 3  Despre noi Arhivat în 22 noiembrie 2018, la Wayback Machine., accesat la 5 mai 2009
2. 1 2 3  Alka: Pretul face regulile la napolitane[nefuncțională]
, standard.ro, accesat la 5 mai 2009
3. 1 2  Semințele Nutline au fost preluate de nemți, 12 oct 2010, zf.ro, accesat la 13 octombrie 2010
4. ↑  „Producătorul Toortitzii a investit 25 mil. euro în fabrica din Ploieşti şI livrează snackurile sărate pe cinci continente”.
5. ↑  „ALKA, producătorul Toortitzii, are 51.000 de metri pătraţi de teren în parcul industrial din Ploieşti şi se gândeşte la noi investiţii. „Fabrica din Ploieşti lucrează aproape de capacitate maximă"”. ZF.ro. Accesat în 18 iunie 2024.
6. ↑  „Produsele Alka ajung pe 40 de pieţe de pe cinci continente. „Exportul a ajuns pentru prima dată la peste 10% din producţie"”.
7. ↑  „Producătorul Toortitzii a investit 25 mil. euro în fabrica din Ploieşti şI livrează snackurile sărate pe cinci continente”.
8. ↑  „Lista Firme ALKA TRADING CO SRL”.